# Ion Ioniță (general)
Ion Ioniță (n. 14 iunie 1924, comuna Mătăsaru, județul Dâmbovița – d. 27 iulie 1987, București) a fost un general de armată, comunist român. El a îndeplinit funcția de ministru al forțelor armate (29 august 1966 - 16 iunie 1976) și apoi pe cea de viceprim-ministru al Guvernului (16 iunie 1976 - 20 mai 1982).

## Biografie
Ion Ioniță s-a născut la data de 14 iunie 1924, în comuna Mătăsaru (județul Dâmbovița), într-o familie de țărani săraci. A lucrat ca mecanic la Atelierele CFR - București Triaj. În septembrie 1944 a primit împuternicirea de a lua legătura cu tinerii muncitori de la Grivița, de la Transport-Călători și Tipografia Filaret, pentru organizarea tineretului muncitor și crearea unui sector de UTC cuprinzând unitățile CFR din București. A fost ales ca responsabil cu problemele tineretului în cadrul Sindicatului CFR București. La scurtă vreme, este ales ca membru al Comitetului Central al Uniunii Sindicatelor CFR pe țară (al cărui președinte era Chivu Stoica) și membru al Biroului de Conducere al acestui organism.
|  | În Biroul de Conducere al Uniunii erau mulți muncitori CFR, multe figuri proeminente care organizaseră și luaseră parte la grevele muncitorilor ceferiști din anul 1933. Unii dintre ei făcuseră ani grei de închisoare, alții trăiseră în ilegalitate. Nu este nevoie de multe cuvinte pentru a spune prin ce treceam eu atunci. Mi se părea că aș fi coborât în mijlocul unor legende și-i aveam înaintea ochilor pe eroii de vis ai unor vremi eroice. Dar nu mi-a trebuit mult timp să-mi dau seama că între ei era un fel de luptă mută, ascunsă, că nu se înțelegeau, că își purtau ranchiună unii altora. (...) Când am conștientizat aceste grozăvii, am hotărât să nu ies din rânduri, să muncesc cinstit după cum îmi va dicta conștiința mea, să nu-mi îndoi niciodată șira spinării, dar să rămân în rânduri pentru că atunci când situația o va permite, să pot aduce mărturii din interior, să contribui, din interior, la lămuririle care se impuneau. | — Ion Ioniță |

La începutul anului 1945, la recomandarea Martei Cziko (viitoarea soție a lui Alexandru Drăghici, ministru de interne), Ion Ioniță  devine membru al PCR și cu această ocazie și membru al Comitetului de Sector PCR al CFR și al Biroului acestuia, ca responsabil cu tineretul. A urmat cursurile Universității Serale de Partid (timp de 6 luni în 1945) și apoi Școala de Partid de la Constanța (martie - iunie 1947).
În octombrie 1948, este încadrat în armată cu gradul de locotenent, devenind instructor de tineret în Direcția Superioară Politică a Armatei (octombrie 1948 - mai 1950) și apoi șef al Secției de Propagandă în Comandamentul Trupelor de Tancuri, Blindate și Mecanizate (mai 1950 - aprilie 1951). În această perioadă a avansat rapid în ierarhia militară, fiiind promovat pe rând la gradele de locotenent major (decembrie 1949), căpitan (august 1950) și maior (aprilie 1951).
Urmează apoi cursurile Școlii serale de Partid de pe lângă Direcțiile Centrale ale M.F.A. (1951-1952), fiind avansat la gradele de locotenent colonel (aprilie 1952) și colonel (septembrie 1952). În paralel, îndeplinește funcția de locțiitor al șefului Direcție Cadre în M.F.A. (aprilie 1951 - septembrie 1952) și apoi pe cea de locțiitor politic al comandantului Regiunii a 3-a Militare (septembrie 1952 - ianuarie 1953).

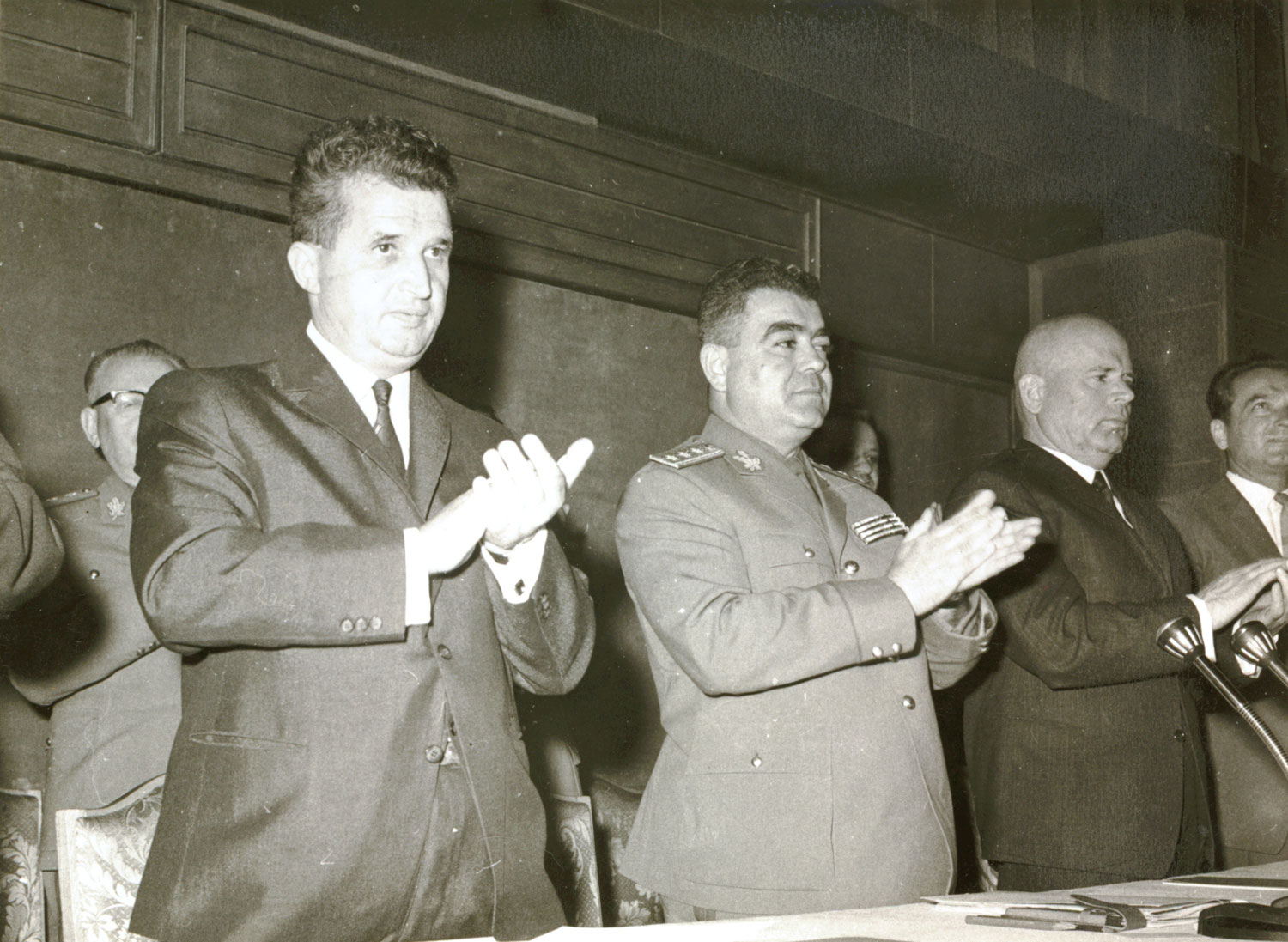
Nicolae Ceaușescu, Ioan Ioniță și Chivu Stoica la Adunarea activului de bază al Forțelor Armate ale României. (30-31 mai 1967).

Ion Ioniță își continuă pregătirea militară, absolvind un curs de comandanți și șefi de stat major de pe lângă Academia Militară (ianuarie - iunie 1953) și Academia Militară a Marelui Stat Major în U.R.S.S. (noiembrie 1956 - decembrie 1958). Ca urmare a pregătirii militare, este numit în funcțiile de membru în Consiliul Militar al Regiunii a 3-a Militare (mai - august 1953), șef al Direcției Cadre în M.F.A. (august 1953 - august 1954), locțiitor al șefului D.S.P.A. (august 1954 - iulie 1955) și membru în Consiliul Militar (iulie 1955 - februarie 1956).
Având delegate sarcini pe linie de partid, este avansat la numai 31 ani la gradul de general maior (august 1955). A fost ales ca membru supleant (decembrie 1955 - iulie 1965) și apoi membru al Comitetului Central al PCR (1965-1984). De asemenea, a fost deputat în Marea Adunare Națională în sesiunile din perioada 1961 - 1985.
Generalul Ioniță devine apoi comandant al Aviației Militare (februarie - noiembrie 1956), membru în Consiliul Militar (decembrie 1958 - noiembrie 1959) și comandant al Comandamentului Apărării Antiaeriene (octombrie 1959 - decembrie 1962). Pe rând este avansat la gradele de general-locotenent (martie 1961), general-colonel (octombrie 1964) și general de armată (6 mai 1971), cel mai înalt grad din Armata Română din acea perioadă.
După ce în perioada decembrie 1962 - august 1966 a îndeplinit funcția de adjunct al ministrului apărării naționale, generalul Ioniță devine ministru al forțelor armate (29 august 1966 - 16 iunie 1976) și apoi viceprim-ministru al Guvernului (16 iunie 1976 - 20 mai 1982). În iunie 1982, generalul Ioniță a fost trecut în rezervă.
Generalul Ion Ioniță a fost decorat cu mai multe ordine și medalii.

## Pensionarea, complotul și moartea

Mormântul său din Cimitirul militar Ghencea din București

Numele generalului Ioniță a fost vehiculat în anul 1984 cu prilejul unui complot prin care s-a încercat înlăturarea lui Nicolae Ceaușescu, când acesta se afla într-o vizită în R.F. Germania. După cum susține istoricul prof. univ. dr. Ioan Scurtu, generalii Ion Ioniță și Nicolae Militaru au elaborat planul unei lovituri de stat. Complotiștii sperau să beneficieze de sprijinul Garnizoanei Militare București pentru arestarea celor mai apropiați colaboratori ai președintelui (Emil Bobu, Ion Dincă, Tudor Postelnicu, Ion Coman, Ilie Ceaușescu), urmând să se preia controlul asupra posturilor de radio și televiziune pentru a anunța schimbarea intervenită. Planul a eșuat, el fiind deconspirat de doi dintre generalii care urmau să participe la această acțiune.
Cu prilejul celei de-a treia sesiuni anuale de comunicări științifice a Institutului Revoluției Române cu tema: „Armata Română în Revoluția din Decembrie 1989” desfășurată la Palatul Parlamentului în data de 21 decembrie 2006, fostul președinte al României, Ion Iliescu, a afirmat următoarele: "Eu, personal, am avut discuții, începând din 1984, cu diverse personalități, printre care generalul Ioniță, fostul ministru al armatei; și cu generalul Militaru, fost șef al Marelui Stat Major. (...) Am avut discuții, inclusiv ce s-ar putea face. Vedeam cum se degradează viața și climatul general în țară, suspiciunile și intensificarea supravegherii unor persoane. (...) La un moment dat, generalul Militaru a încercat niște contacte în armată. Fusese șeful Marelui Stat Major și a avut discuții cu niște generali din Marele Stat Major. A fost turnat de aceștia și a intrat într-o anchetă. Și generalul Ioniță a fost prevenit. De atunci, am și încetat legăturile cu generalul Militaru, pentru că mi-am dat seama că nu este un om prea prudent. În 1987, generalul Ioniță a cunoscut un cancer galopant și în trei luni a decedat. În iulie 1987."
Generalul Ion Ioniță a încetat din viață la data de 27 iulie 1987, în municipiul București, fiind bolnav de cancer. Nu i s-au organizat funeralii naționale, deși Regulamentele militare prevedeau aceste ceremonii pentru militarii cu gradul de general de armată.

## Decorații
- Ordinul „23 August” clasa a IV-a (12 august 1959) „pentru contribuție activă la întărirea regimului democrat-popular”[6]
- Medalia „40 de ani de la înființarea Partidului Comunist din Romînia” (6 mai 1961) „pentru activitate îndelungată în mișcarea muncitorească și merite în opera de construire a socialismului”[7][8]
- Ordinul „23 August” clasa a II-a (18 august 1964) „pentru merite deosebite în opera de construire a socialismului, cu prilejul celei de a XX-a aniversări a eliberării patriei”[9]
- Ordinul „Tudor Vladimirescu” clasa a III-a (30 aprilie 1966) „cu prilejul celei de-a 45-a aniversări de la înființarea Partidului Partidului Comunist din România, pentru merite deosebite în opera de construire a socialismului”[10]
- Medalia „A XXV-a Aniversare a Eliberării Patriei” (4 august 1969) „pentru merite deosebite în lupta împotriva fascismului, în eliberarea țării, în războiul antihitlerist, în instaurarea puterii democrat-populare și construirea socialismului în Republica Socialistă România, cu prilejul celei de-a XXV-a aniversări a eliberării patriei”[11]
- titlul de Erou al Muncii Socialiste și medalia de aur „Secera și ciocanul” (4 mai 1971) „cu prilejul aniversării a 50 de ani de la constituirea Partidului Comunist Român, [...] pentru merite deosebite în opera de construire a socialismului”[12]
- Medalia „25 de ani de la proclamarea Republicii” (26 decembrie 1972) „pentru merite deosebite în opera de construire a socialismului, cu prilejul aniversării a 25 de ani de la proclamarea Republicii”[13]
- Ordinul „23 August” clasa I (14 iunie 1974) „pentru contribuția deosebită adusă la înfăptuirea politicii partidului și statului de făurire a societății socialiste multilateral dezvoltate în patria noastră și de întărire a capacității de apărare a țării, cu prilejul împlinirii vîrstei de 50 de ani”[14]